# Walking in the Air
Walking in the Air är en sång skriven och komponerad av Howard Blake, till den tecknade filmen The Snowman från 1982. Blake skrev både text och musik till låten, som ursprungligen sjöngs av Peter Auty, som var korgosse i Sankt Paulskatedralen. Låten har släppts som singel där den sjöngs av den walesiske sångaren Aled Jones och nådde en femteplats på Storbritanniens singellista.
1983 gjorde hårdrocksgruppen Rainbow en instrumental version kallad Snowman av sången, som är näst sista låt på deras album Bent Out Of Shape.
Senare har också bland andra Kurt Nilsen, Chloe Agnew och symfoniska metal-bandet Nightwish gjort covers på Walking in the Air.